# Luísa Carlota de Brandemburgo
Luísa Carlota de Brandemburgo (em alemã: Luise Charlotte; 13 de setembro de 1617 - 29 de agosto de 1676), foi uma duquesa-consorte da Curlândia, muito activa politicamente durante o seu reinado.

## Biografia
Luísa Carlota era filha do príncipe-eleitor Jorge Guilherme de Brandemburgo e da princesa Isabel Carlota do Palatinado.
Casou-se no dia 9 de outubro de 1645 com o duque Jacob Kettler da Curlândia. Simon Dach escreveu um poema para o casamento. Luísa teve uma grande influência política no ducado durante o reinado do seu marido. Trabalhava com o seu irmão, o "Grande Eleitor" Frederico Guilherme, para favorecer os interesses de Brandemburgo, mas também contribuiu muito para o crescimento da Curlândia. As negociações que ocorreram entre Brandemburgo, a Rússia, a Suécia e a Polónia aconteceram em Mitau durante o seu reinado.

## Descendência
- Luísa Isabel da Curlândia (12 de agosto de 1646 – 16 de dezembro de 1690), casada com o conde Frederico II de Hesse-Homburgo; com descendência.
- Cristina da Curlândia, morreu nova; sem descendência.
- Ladislau da Curlândia, morreu novo; sem descendência.
- Frederico Casimiro da Curlândia (6 de julho de 1650 – 22 de janeiro de 1698), casado primeiro com a condessa Sofia Amália de Nassau-Siegen; com descendência. Casado depois com a marquesa Isabel Sofia de Brandemburgo; com descendência.
- Carlota Maria da Curlândia (17 de setembro de 1651 - 1 de dezembro de 1728), abadessa de Herford; sem descendência.
- Maria Amália da Curlândia (12 de junho de 1653 - 16 de junho de 1711), casada com o conde Carlos I de Hesse-Cassel; com descendência.
- Carlos Jacob da Curlândia (20 de outubro de 1654 - 29 de dezembro de 1677), nunca se casou, morreu aos vinte-e-três anos.
- Fernando da Curlândia (2 de novembro de 1655 - 4 de maio de 1737), casado com a princesa Joana Madalena de Saxe-Weissenfels; sem descendência.
- Alexandre da Curlândia (16 de outubro de 1658 - 1686), nunca se casou, morreu aos vinte-e-oito anos.

## Genealogia
| Luísa Carlota de Brandemburgo | Pai: Jorge Guilherme de Brandemburgo | Avô paterno: João Segismundo de Brandemburgo | Bisavô paterno: Joaquim III Frederico de Brandemburgo |
| Luísa Carlota de Brandemburgo | Pai: Jorge Guilherme de Brandemburgo | Avô paterno: João Segismundo de Brandemburgo | Bisavó paterna: Catarina de Brandemburgo-Küstrin      |
| Luísa Carlota de Brandemburgo | Pai: Jorge Guilherme de Brandemburgo | Avó paterna: Ana da Prússia                  | Bisavô paterno: Alberto Frederico da Prússia          |
| Luísa Carlota de Brandemburgo | Pai: Jorge Guilherme de Brandemburgo | Avó paterna: Ana da Prússia                  | Bisavó paterna: Maria Leonor de Cleves                |
| Luísa Carlota de Brandemburgo | Mãe: Isabel Carlota do Palatinado    | Avô materno: Frederico IV, Eleitor Palatino  | Bisavô materno: Luís VI do Palatinado                 |
| Luísa Carlota de Brandemburgo | Mãe: Isabel Carlota do Palatinado    | Avô materno: Frederico IV, Eleitor Palatino  | Bisavó materna: Isabel de Hesse                       |
| Luísa Carlota de Brandemburgo | Mãe: Isabel Carlota do Palatinado    | Avó materna: Luísa Juliana de Orange-Nassau  | Bisavô materno: Guilherme I dos Países Baixos         |
| Luísa Carlota de Brandemburgo | Mãe: Isabel Carlota do Palatinado    | Avó materna: Luísa Juliana de Orange-Nassau  | Bisavó materna: Carlota de Bourbon                    |